# Ferdinand P. Beer
Ferdinand Pierre Beer (8 de agosto de 1915-30 de abril de 2003) fue un ingeniero mecánico y profesor universitario francés. Pasó la mayor parte de su carrera como miembro de la facultad de la Universidad de Lehigh, donde se desempeñó como presidente de los departamentos de mecánica e ingeniería mecánica. Su contribución más significativa fue la coautoría de varios libros de texto en el campo de la mecánica, que han sido ampliamente citados y utilizados en la educación en ingeniería.

## Primeros años
Beer nació en Binic, Francia, en 1915. Recibió una maestría en ciencias de la Sorbona y realizó estudios de posgrado en la Universidad de Brown. Obtuvo una licenciatura en matemática en la Universidad de Ginebra en Suiza, en 1935 y un doctorado en Ciencias en 1937. Beer sirvió en el ejército francés durante la Segunda Guerra Mundial antes de mudarse a los Estados Unidos y tomó un trabajo en el Williams College. Permaneció allí durante cuatro años, donde enseñó como parte del programa colaborativo de artes/ingeniería de la escuela con el Instituto de Tecnología de Massachusetts.

## Carrera en la Universidad de Lehigh
En 1947, llegó a la Universidad de Lehigh, donde enseñó durante 37 años. Cuando se formó un departamento de mecánica en 1957, Beer fue nombrado su primer presidente. En 1968, Beer se convirtió en el presidente del Departamento de Ingeniería Mecánica y Mecánica después de que los dos campos separados se fusionaron en un solo departamento. Se desempeñó en ese cargo hasta 1977. En 1970 fue nombrado presidente del recién creado Foro Universitario, que estaba compuesto por 125 estudiantes y miembros de la facultad con el objetivo de promover la discusión entre los dos cuerpos. El profesor de Lehigh, Fazil Erdogan, dijo que, "mientras que en otras universidades del país, los estudiantes se amotinaban y realizaban sentadas ... [Beer] se ganó la confianza de los estudiantes. Tuvo un efecto calmante sobre los estudiantes y, en este momento crítico , ofreció un servicio no despreciable a Lehigh ".
Junto con el profesor Russell Johnston Jr, de la Universidad de Connecticut, Beer coescribió tres libros de texto de ingeniería: Mecánica vectorial para ingenieros, Mecánica de materiales y Mecánica para ingenieros: Estática y dinámica, que ganó el premio de Artes Gráficas de 1976 Printing Industries of America Graphic Arts. También fue autor de numerosos artículos publicados en revistas técnicas.

## Premios e investigaciones
En 1974, el capítulo del Atlántico Medio de la Sociedad Estadounidense para la Educación en Ingeniería (ASEE) le otorgó el Premio Western Electric Fund por la educación en ingeniería. La División de Mecánica de la Sociedad de la Ciencia, en 1980, le otorgó su Premio al Educador Distinguido. La investigación de Beer estudió la aplicación de cargas aleatorias a sistemas mecánicos. Su trabajo en este campo incluyó el apoyo de Boeing, la NASA, el Cuerpo Químico del Ejército de los EE. UU., el Cuerpo de Ingenieros del Ejército y la Administración Federal de Defensa Civil.
Beer era miembro de la Sociedad Americana de Ingenieros Mecánicos (ASME) y de la Asociación Americana de Profesores Universitarios (AAUP). También fue miembro de la ASEE y se desempeñó como presidente de la división de mecánica y presidente del capítulo del Atlántico Medio.
Beer se casó con Vivienne C.M. Beer que murió antes que él. Juntos tuvieron dos hijos, Marguerito V. Schaeffer y la Dra. Michelle C.M. Beer. Murió en Bethlehem, Pensilvania, el 30 de abril de 2003 a la edad de 87 años. Fue en su honor, en parte, que la ASEE nombró a los Premios Ferdinand P. Beer y E. Russell Johnston Jr.  para Nuevos Educadores Sobresalientes.

## Trabajos publicados
- F.P. Beer, E.R. Johnston Jr., J.T. DeWolf, Mecánica de Materiales, Nueva York: McGraw-Hill, 1981, ISBN 0-07-121060-1.
- F.P. Beer, E.R. Johnston Jr., et al., Mecánica Vectorial para Ingenieros, Nueva York: McGraw-Hill, ISBN 0-07-293110-8.
- F.P. Beer, E.R. Johnston Jr., et al., Mecánica para Ingenieros: Estática y Dinámica, Nueva York: McGraw-Hill, ISBN 0-07-004584-4.